# IWI Galil
Das Galil ist ein Sturmgewehr der israelischen Armee. Benannt wurde die Waffe nach ihrem Konstrukteur Jisrael Galili. Es verschießt die NATO-Standardmunition des Kalibers 5,56 mm, die Funktion des Verschlusses beruht auf dem zuverlässigen und relativ einfachen Verschlussmechanismus der sowjetischen Kalaschnikow. Eine Modifikation ist das Scharfschützengewehr Galatz.
Nach dem Sechstagekrieg von 1967 wurden in Israel Überlegungen für einen Nachfolger des bis dahin verwendeten FN FAL angestellt. Das von den arabischen Nachbarstaaten eingesetzte AK-47 und dessen Nachfolger AKM / AKMS erwiesen sich als deutlich robuster und zuverlässiger als das FN FAL. Außerdem waren die AKs kürzer und somit besser für die mechanisierte Infanterie geeignet. Man untersuchte mehrere Modelle und entschloss sich schließlich 1972 die Konstruktion von Yaacov Lior und Jisrael Galil, basierend auf dem AK-47, in Serie zu bauen. Mittlerweile wurde das Galil weitgehend durch das US-amerikanische M16 und M4 ersetzt. Diese werden wiederum durch das Tavor ersetzt.
Das Galil wurde in Israel hauptsächlich in der 5,56-mm-Variante eingeführt. Für Exportkunden wurde auch eine 7,62×51-mm-Variante angeboten und für die Polizei die Magal-Variante im Kaliber des M1 Carbine entwickelt. Es wurde als Mehrzweckwaffe entwickelt und kann sowohl als Sturmgewehr wie auch als leichtes MG oder Scharfschützengewehr (Galatz) verwendet werden. Das Galil wird auch exportiert; man findet die Waffe vor allem im mittleren und südlichen Afrika sowie in Mittel- und Südamerika. Es wurde durch enge staatliche Zusammenarbeit beinahe gleichzeitig in Südafrika eingeführt, dort wird die Waffe bis heute lokal produziert. Das finnische Valmet RK 62 ist eine geschichtlich wie technisch eng verwandte Waffe.
Das Galil basiert maßgeblich auf der Konstruktion der sowjetischen Kalaschnikow, verschießt jedoch die für das amerikanische M16 entwickelte 5,56-mm-NATO-Munition. Das Gewehr ist ein Gasdrucklader mit langem Gaskolben über dem Lauf und Drehkopfverschluss. Der kleine Handschutz ist aus Holz, die Schulterstütze einklappbar. Der Gaskanal endet im Gaskolben. Dieser befindet sich über dem Lauf und verfügt, abgesehen von Entlastungsbohrungen, über keine (verstellbare) Regulierung. Die Züge des Laufes haben eine Steigung von 305 mm. Der Feuerwahlschalter befindet sich über dem Handgriff links an der Waffe, alternativ kann, analog zur Kalaschnikow, der Hebel rechts an der Waffe verwendet werden. Dieser erlaubt die Wahl zwischen gesichert, Einzel- und Dauerfeuer. Spannhebel und Hülsenauswurf befinden sich rechts. Das hintere Dioptervisier befindet sich auf dem aus Blech bestehenden Systemgehäuse, das Korn auf dem Gaskanalblock, die Visierlinien sind im Vergleich zum AK etwas länger. In dem optional integrierten Zweibein ist neben einer provisorischen Drahtschere ein Flaschenöffner montiert, womit Beschädigungen an den häufig für diesen Zweck missbrauchten Magazinlippen vermieden werden sollen.
Es können verschiedene Magazine verwendet werden, mit 12, 35 oder 50 Schuss. Das 12-Schuss-Magazin wird nur mit der Spezialpatrone für Gewehrgranaten verwendet. Der Magazinauswurfhebel befindet sich unmittelbar hinter dem Magazin, ein Adapter für STANAG-Magazine ist einsteckbar.

Während bei vergleichbaren Sturmgewehren die Gehäuseteile durch Blechprägetechnik hergestellt werden, werden sie beim Galil durch Fräsen eines Rohlings hergestellt. Dies macht die Produktion zeit- und kostenaufwändiger.

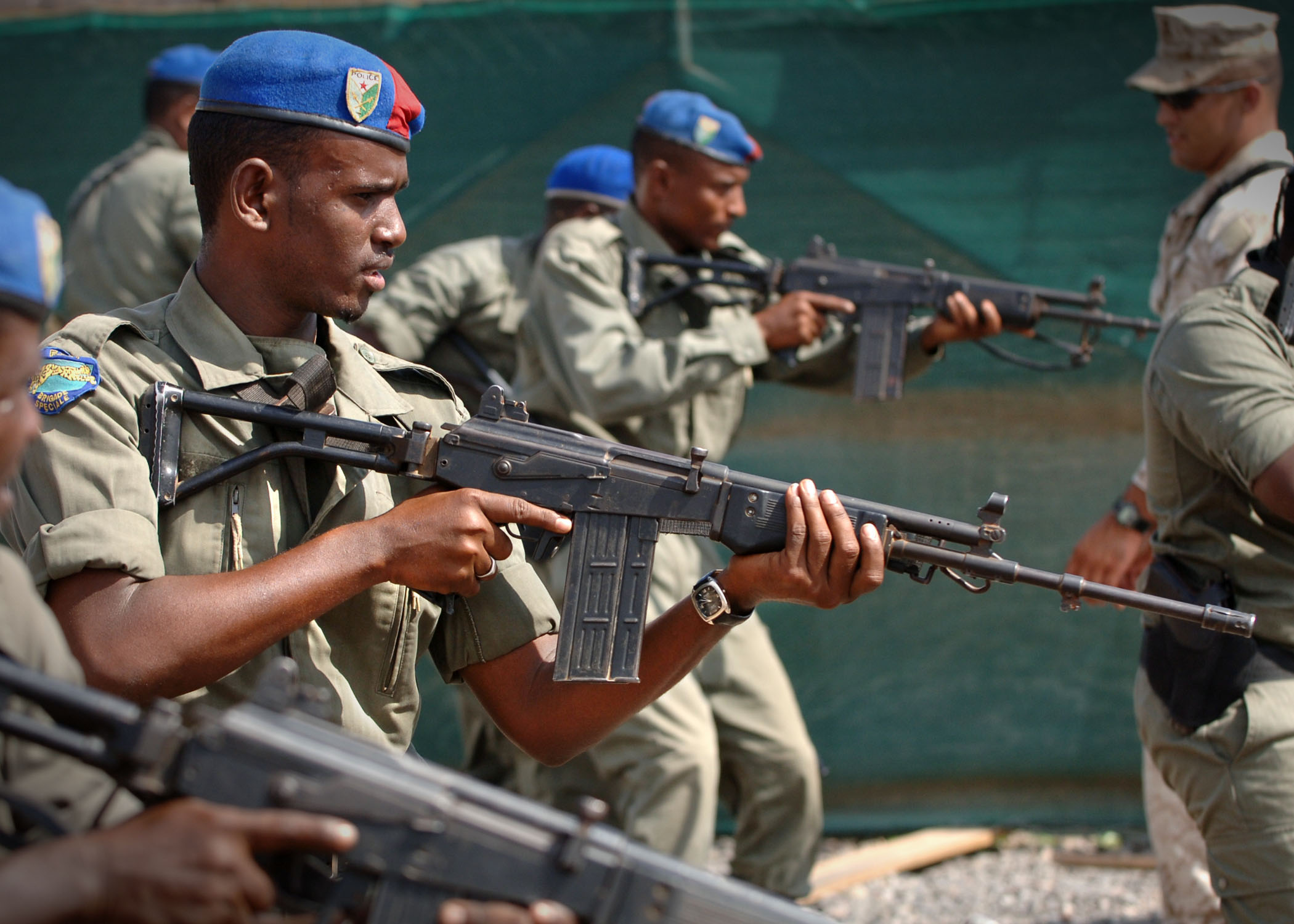
Galil AR in 7,62 mm
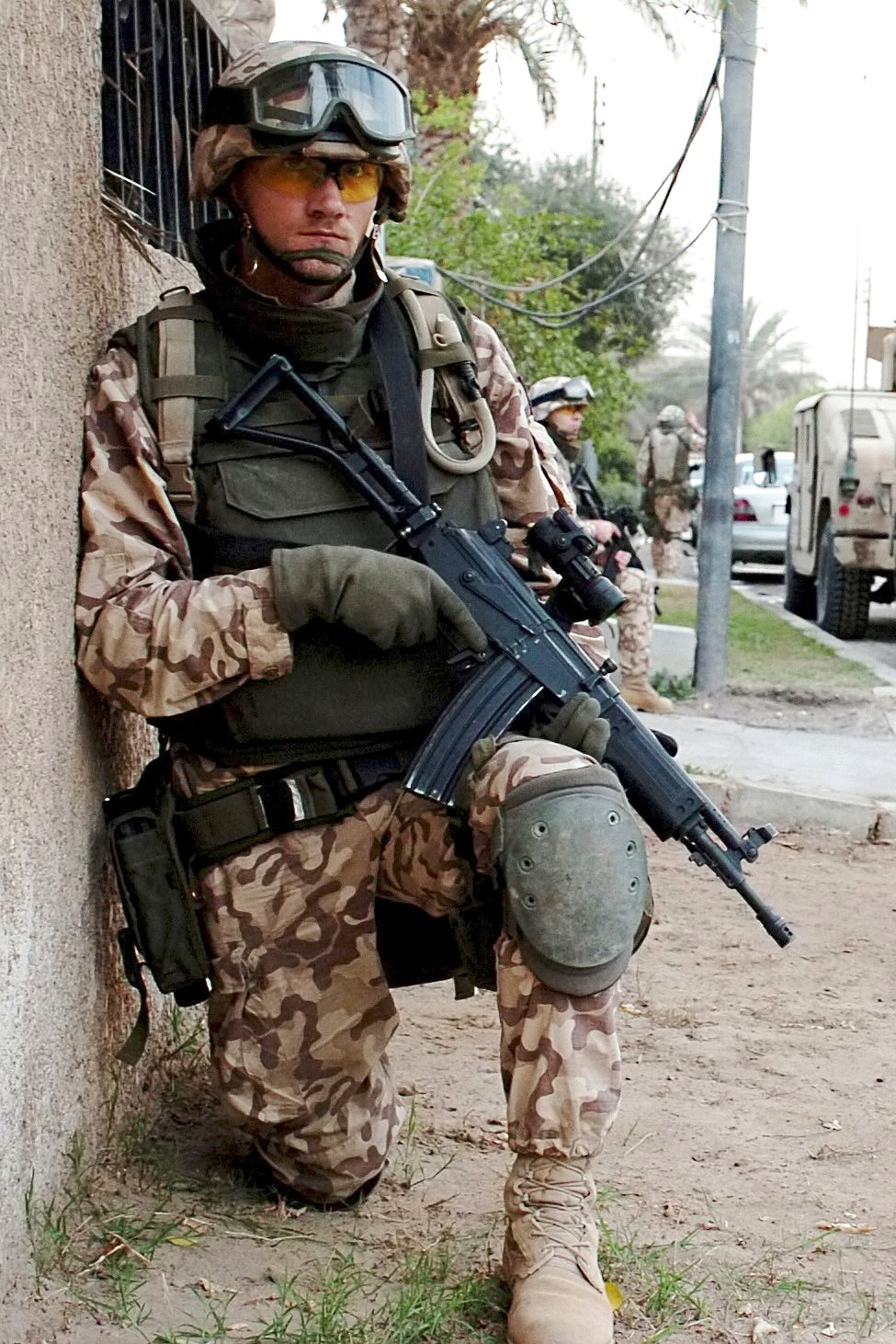
Galil SAR in 5,56 mm
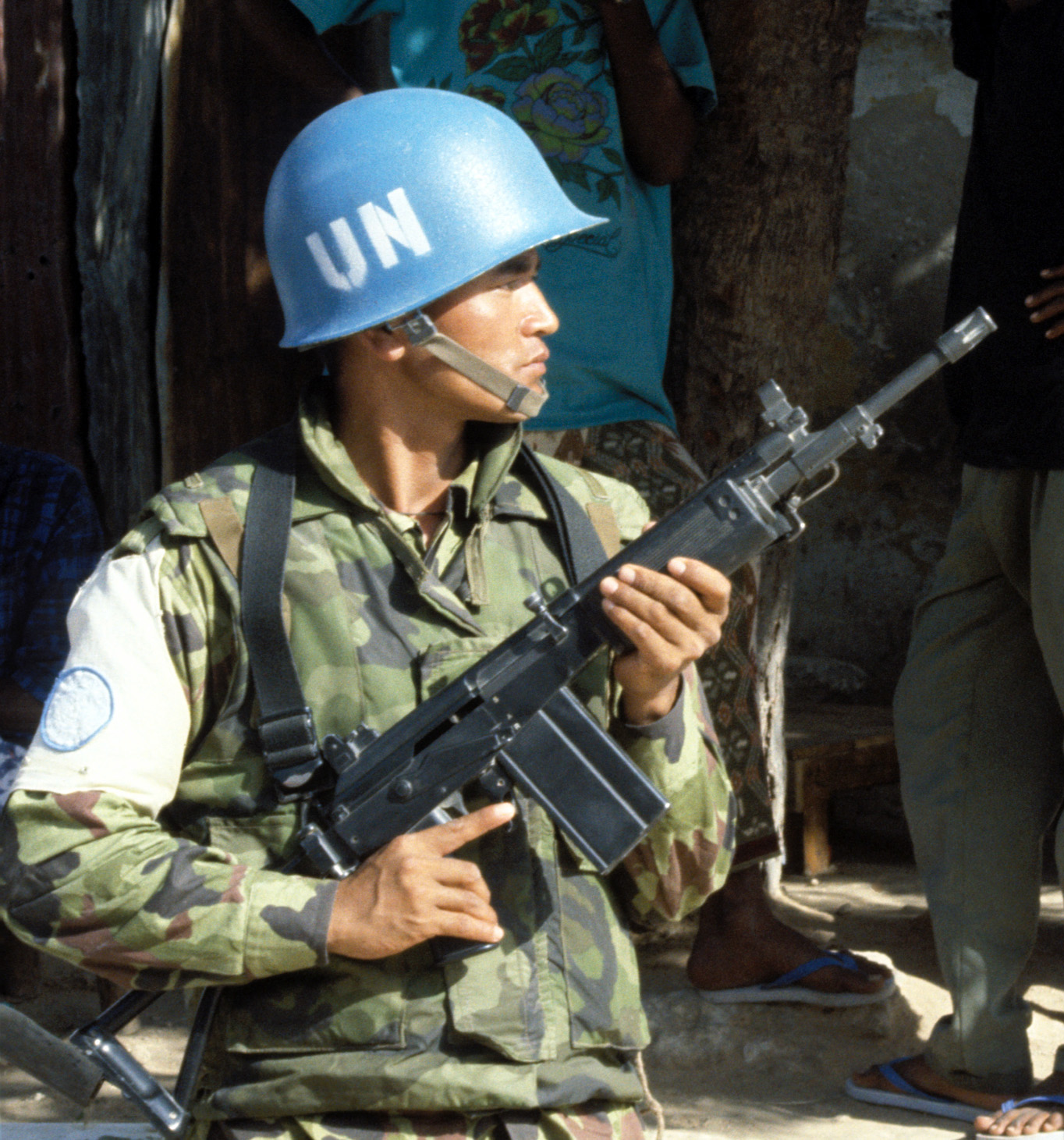
Galil SAR in 7,62 mm
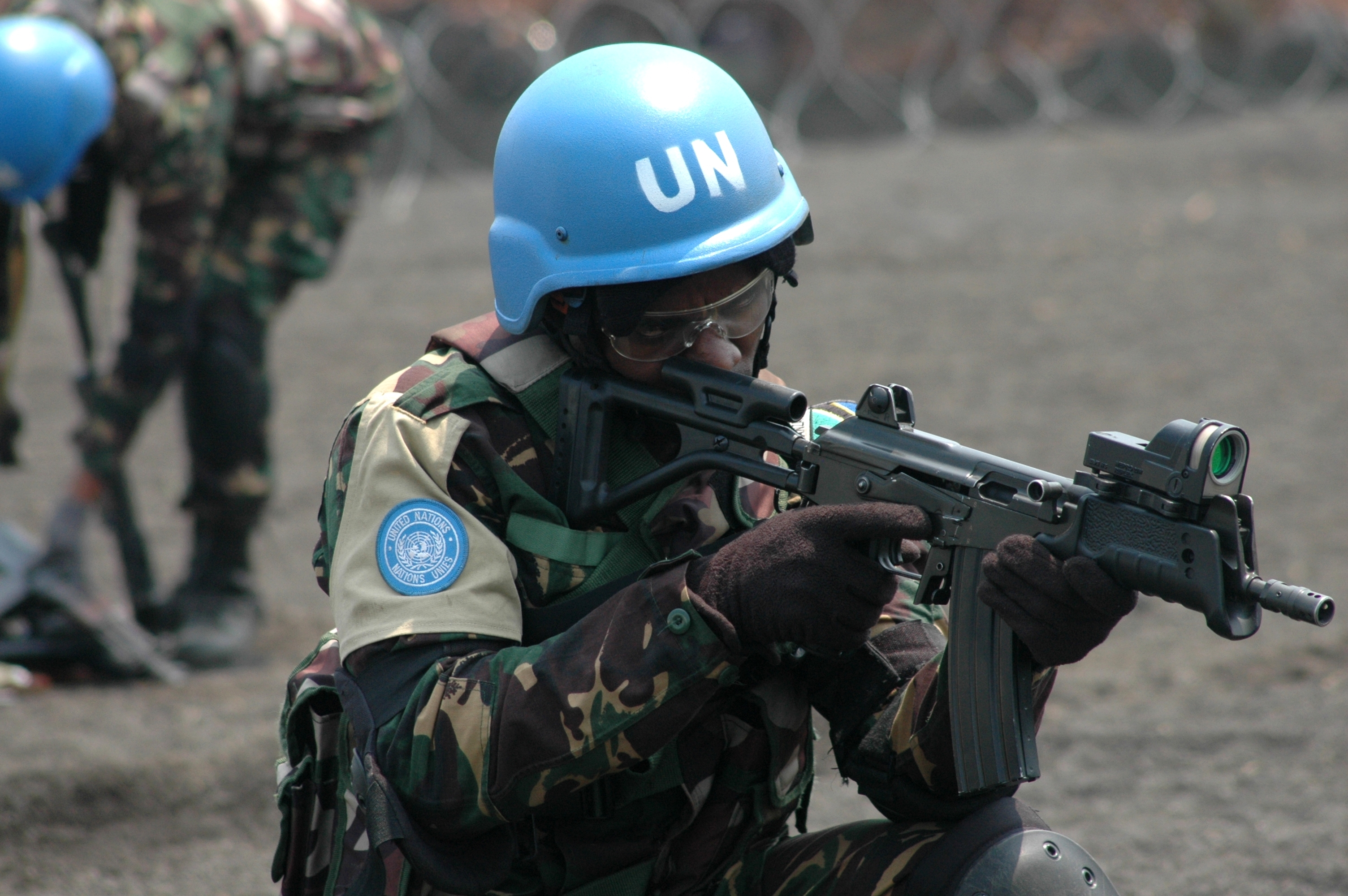
Galil MAR (Micro Galil)
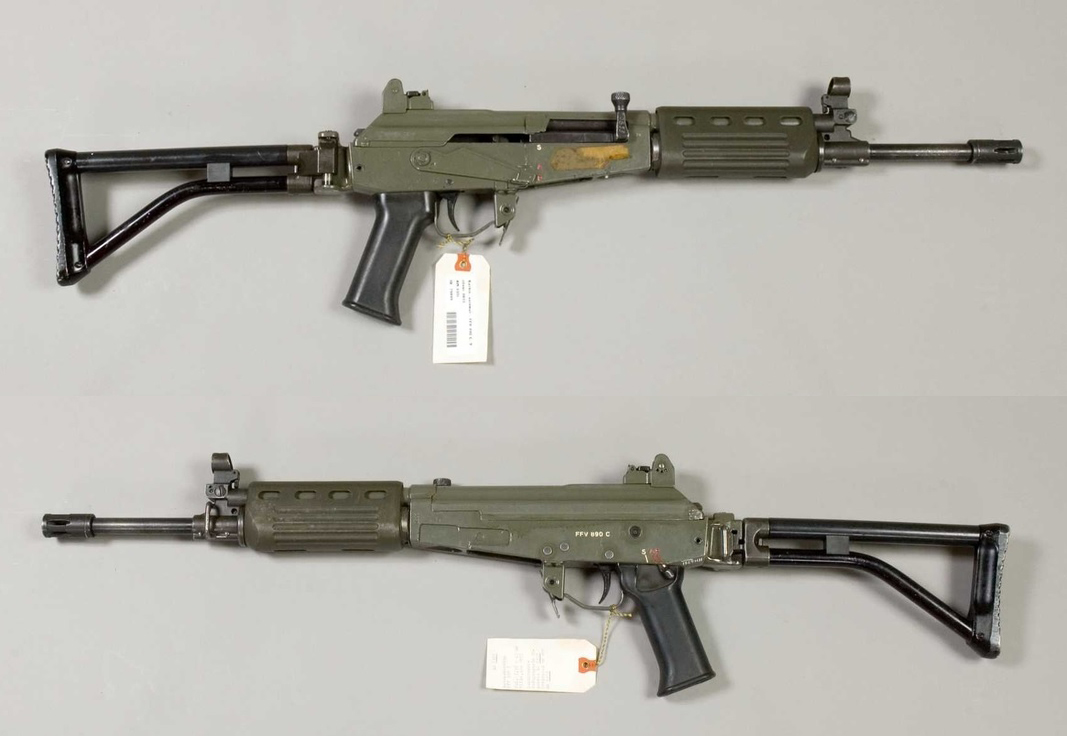
Schwedische Variante: FFV 890 C
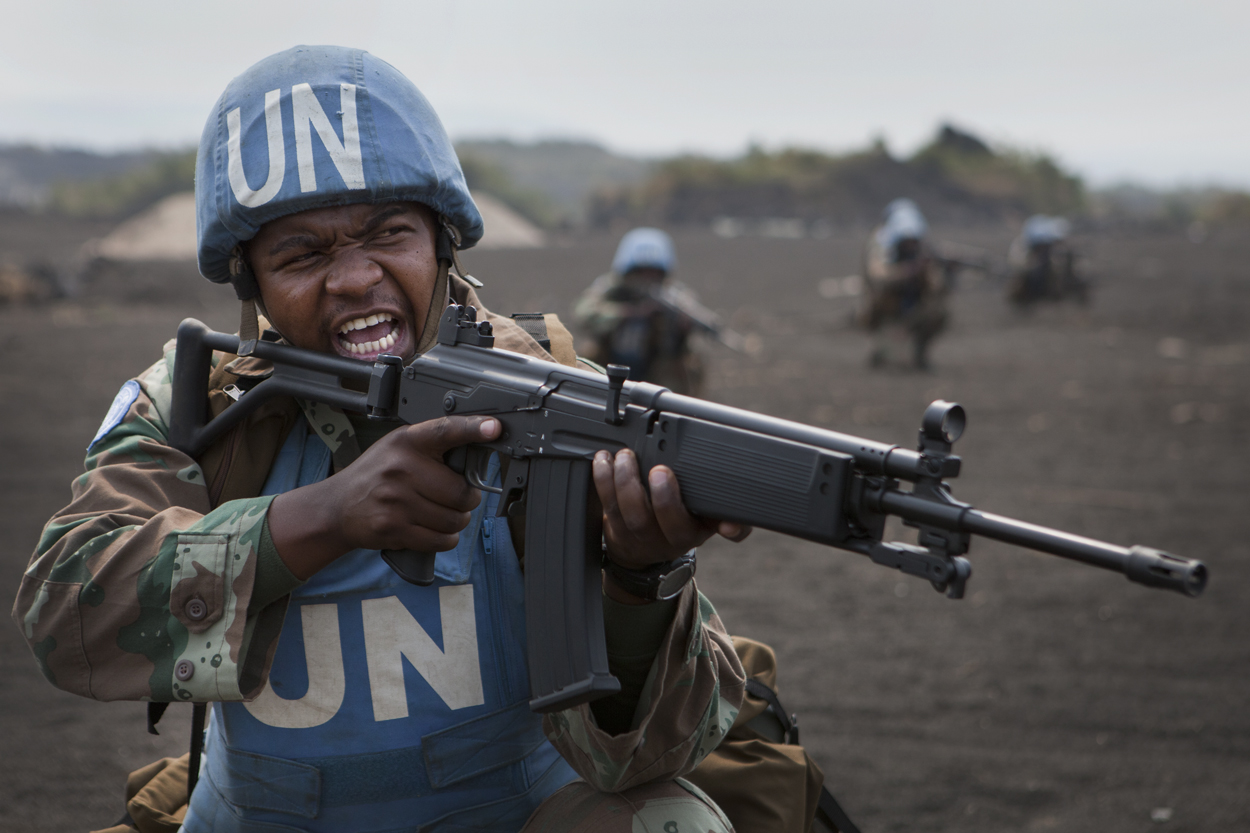
Lizenzierte südafrikanische Variante: Vektor R4
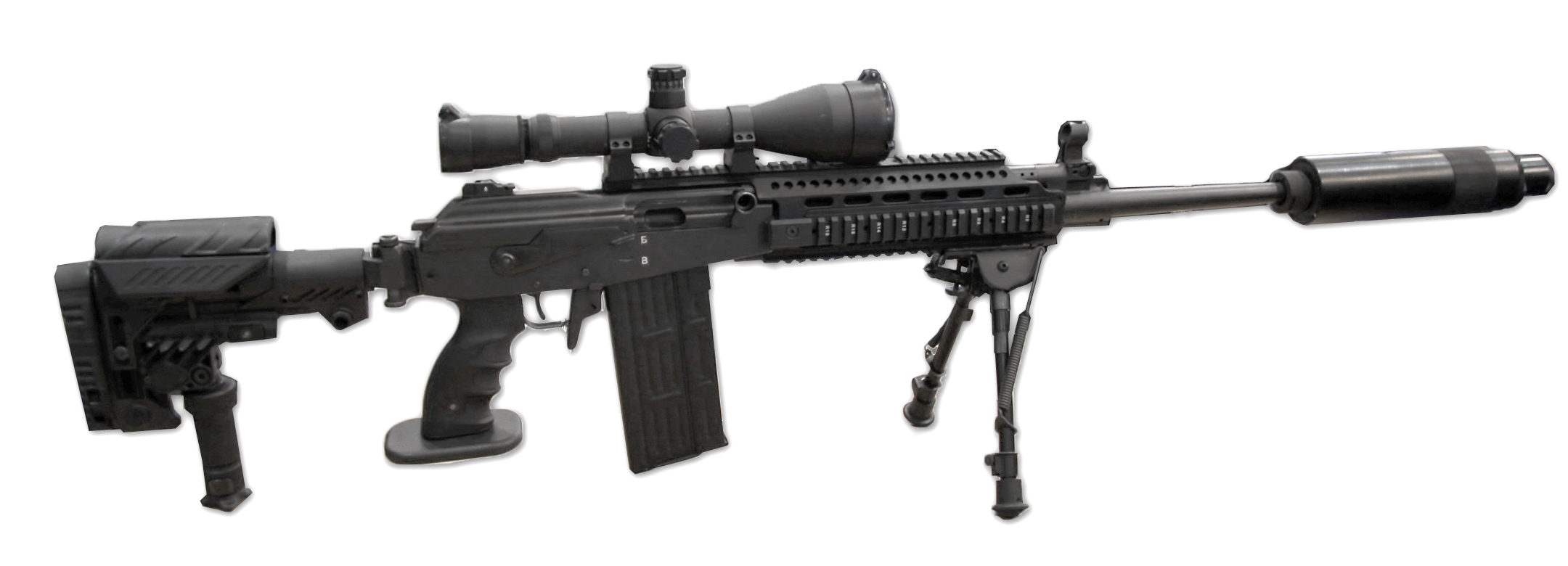
Galatz